# Augusto Assettati D’Amelia
Augusto Assettati D’Amelia (* 6. Mai 1903 in Rom; † 1977) war ein italienischer Diplomat.

## Leben
Er war der Sohn von Stefano Assettati d’Amelia. 1925 schloss er ein Studium der Rechtswissenschaft an der Universität Rom als Master of Laws ab. 1927 trat er in den auswärtigen Dienst und wurde Sekretär der Italienische Delegation für die Aushandlung konsularischer Abkommen mit der Türkei. Im März 1928 war er Delegierter zur Internationale Konferenz über Urheberrechte. Im Mai 1928 war er Sekretär der italienischen Delegation zur 11. Sitzung der Konferenz der Internationalen Arbeitsorganisation. Von 1928 bis 1931 Vize-Konsul in Jugoslawien. Von 1932 bis 1933 war er Gesandtschaftssekretär in Bern (Schweiz). Von 1933 bis 1934 war er Gesandtschaftssekretär in Paris.
1935 war er Gesandtschaftssekretär in Tirana. Von 1939 bis 1940 war er Gesandtschaftssekretär erster Klasse in London.
Von 1940 bis 1941 war er Gesandtschaftssekretär erster Klasse in Moskau.
1944 war er Geschäftsträger in Lissabon. Von 1946 bis 1947 war er Geschäftsträger in Budapest. 1948 war er Geschäftsträger in Karatschi, wo er von September 1949 bis 1950 außerordentlicher Gesandter und Ministre plénipotentiaire war. Von 1950 bis 1951 war er Botschafter in Rangun (Burma). Von 1951 bis 2. Mai 1952 war er Gesandter in Prag.
Von 1955 bis 1957 war er Botschafter in Bogota.
Von 13. Februar 1958 bis 24. Juli 1962 war er Botschafter in Addis Abeba.
Von 24. Juli 1962 bis 4. Januar 1967 war er Botschafter in Pretoria.
Von 1967 bis 1968 war er Ständiger Vertreter Italiens beim Europarat.
Am 30. Dezember 1940 heiratete er Vittoria Treodoli. Sie hatten eine Tochter und zwei Söhne.

## Auszeichnungen
- Großoffizier des Verdienstordens der Italienischen Republik 1960
- Orden de San Carlos (Colombia)
- Verdienstorden von Malta (S.M.O.M.)
- Ritter der Ehrenlegion[2]